# Denver Broncos
A Denver Broncos amerikaifutball-csapat az Amerikai Egyesült Államokban, coloradoi Denverben, amely az NFL AFC konferenciájának nyugat csoportjában játszik.

## Története
A Denver Broncost 1959. augusztus 14-én alapította a már ismert sportvállalkozó – már volt egy Denver Bears nevű baseballcsapata – Bob Howsam (az apja, Lee Howsam és bátyja, Earl Howsam társaságában). Nevét a szurkolók szavazták meg Broncosnak (vadlovak). A franchise az American Football League (AFL) nyugati csoportjában kezdte meg pályafutását. A csoportban négy, míg a keleti csoportban öt csapat szerepelt. Kezdeti feltűnését egy megszűnő csapattól átvett sportfelszerelésének köszönhette, a zokni ugyanis – ezt a szurkolók nagyon mulatságosnak tartották – függőlegesen csíkozott barna-sárga volt. A folyamatos gúnyolódások miatt ezt a ruhadarabot 1962-ben ünnepélyes körülmények között nyilvánosan elégették.
A csapat Frank Filchock vezetőedzővel kezdte az első szezont, és első alapszakaszbeli mérkőzésüket, 1960. szeptember 9-én sikerrel vették a Boston Patriots (a későbbi New England Patriots) otthonában (13–10). Ez volt az AFL történetének első mérkőzése. A folytatásban eleinte még viszonylag jól szerepeltek (a következő öt mérkőzésből is megnyertek hármat), de azután a hátralévő meccseken – egy döntetlen kivételével – sorra vereséget szenvedtek, és a mutatójuk 4–9–1 volt. Nem voltak sikeresebbek a következő idények sem, az 1962-es 7–7 kivételével sorra negatív mutatóval zártak. Az 1960-as évek második felében egy másik mérkőzésük emelkedik ki: 1967. augusztus 5-én 13–7-re legyőzték a Detroit Lionst. A mérkőzés azért emlékezetes, mert ez volt az első eset, hogy AFL-csapat le tudott győzni egy NFL-gárdát.
A két liga egyesülésekor, 1970-ben a Broncost az AFC nyugati csoportjába sorolták be, az Oakland Raiders, a San Diego Chargers és a Kansas City Chiefs társaságában. Ezt megelőzően, még 1968-ban a város megvásárolta a csapat otthonát, a Bears Stadiont, és folyamatosan korszerűsítették. A stadion ekkor kapta a nevét: Mile High, mert Denver városa a tengerszint felett 1609 méterre helyezkedik el (1 angol mérföld (mile)=1609,3 méter). A csapat a nyitó szezonban negatív, 5–8-as mutatót ért el, míg az első pozitív idényük 1973-ban volt (7–5–2), de az első csoportgyőzelem csak 1977-ben jött el. A mutatójuk 12–2 volt, és bejutottak a rájátszásba. Első meccsüket 34–21-re nyerték a Pittsburgh Steelers ellen, a másodikat az Oakland Raiders ellen (20–17), és fennállásuk 18. évében készülhettek a Super Bowlra. a 12. nagydöntőt a New Orleans-i Louisiana Superdome-ban játszották 76 400 néző előtt, 1978. január 15-én, és a Dallas Cowboys 27–10-re legyőzte őket. Ez volt az a pont, amikor az NFL szurkolói végleg elfogadták a Denver Broncos csapatát, és amivel végre megteremtette tekintélyét.
A következő évben is nyerték a csoportot, de a rájátszásban már nem voltak sikeresek (Seattle Seahawks, 10–33). A következő három év a teljes sikertelenség jegyében telt el, 1983-ban ugyan a csoport harmadik helyéről bejutottak a playoffba, de ott kikaptak a Pittsburgh-től. A következő szezonban már megnyerték a csoportjukat, de a rájátszás ekkor sem sikerült (Steelers, 24–17). 1985-ben ugyan 11–5-tel zártak, mégsem játszhattak a playoffban.
Ezt követően sikeres időszak következett a Broncos életében: 1986 és 1991 között – John Elway irányító vezetésével – négy alkalommal nyerték meg a csoportjukat, háromszor jutottak be a Super Bowlba (1986, 1987, 1989), de ott mindháromszor vereséget szenvedtek, sorra a New York Giants, a Washington Redskins és a San Francisco 49ers ellen. 1995-ben érkezett az együtteshez Mike Shanahan vezetőedző és Terrell Davis futó. 1996 és 1999 között kétszer jutottak a rájátszásba, de ott már nem voltak eredményesek.
Két kimagaslóan sikeres év következett. 1997-ben 12–4-gyel nyerték a csoportjukat, miközben a már 37 éves John Elway csapatrekordot jelentő 27 touchdownpasszt adott. A rájátszásban mindent nyertek (Jacksonville Jaguars 42–17, Kansas City Chiefs 14–10, Pittsburgh Steelers 24–21). A nagydöntőt a San Diego-i Qualcomm Stadionban játszották 1998. január 25-én. A Green Bay Packers  ellen játszott mérkőzésen Terrell Davis három touchdownt és 157 yardot futott, és a gárda 31–24-re megnyerte a döntőt, története során először világbajnoknak mondhatta magát. A döntő MVP-jének Terrell Davist választották, és ebből a csapatból később a Hall of Fame-be került John Elway, Shannon Sharpe és Gary Zimmerman.
1998-ra az irányító John Elway még egy évet vállalt, és a csapat ismét kiválóan teljesített: csoportgyőzelem 14–2-vel, győzelmek a rájátszásban (Miami Dolphins 38–3, New York Jets 23–10), és ismét nagydöntő. Az Atlanta Falcons elleni mérkőzést 1999. január 31-én játszották Miamiban, 74 803 néző előtt, a himnuszt Cher énekelte. A meccset a Broncos biztosan nyerte 34–19-re, és a döntő legjobbja John Elway lett, aki ezzel befejezte pályafutását.
A következő évek már nem hoztak ekkora sikereket: 1999-től 2011-ig ötször jutottak be a playoffba, ebből kétszer csoportgyőztesként (2005, 2011), de a rájátszásból már nem sikerült továbbjutniuk.
2014. február 2-án a 48. Super Bowl döntőn a győzelemre esélyes Broncos megsemmisítő 8–43-as vereséget szenvedett a Seattle Seahawks csapatától, így nem sikerült megszerezni a csapat harmadik Vince Lombardi-trófeáját.